# Africa Movie Academy Award des meilleurs décors
Africa Movie Academy Award des meilleurs décors est un mérite annuel décerné par l'Africa Film Academy pour récompenser la meilleure direction artistique d'un film de l'année.
Il a été présenté en 2008 en anglais en tant que art direction mais a été renommé en achievement in production design depuis l'édition 2011. À l'instar de ce qui s'est passé à l'Oscar des meilleurs décors, les responsabilités de l'art director et son champ d’action s’étant accrus avec le temps, le terme de production designer lui a peu à peu été substitué. Il est présenté en français comme prix des meilleurs décors à l'instar du César des meilleurs décors récompensant le meilleur chef décorateur.
| Meilleurs décors | Meilleurs décors                          | Meilleurs décors     | Meilleurs décors |
| Année            | Film                                      | Directeur artistique | Resultat         |
| ---------------- | ----------------------------------------- | -------------------- | ---------------- |
| 2008             | New Jerusalem                             |                      | Lauréat          |
| 2008             | Rival                                     |                      | Nomination       |
| 2008             | Across the Niger                          |                      | Nomination       |
| 2008             | 30 Days                                   |                      | Nomination       |
| 2008             | Iranse Aje                                |                      | Nomination       |
| 2008             | Princess Tyra                             |                      | Nomination       |
| 2009             | Small Boy                                 | Michelle Bello       | Lauréat          |
| 2009             | Five Apostles                             | Ifeanyi Onyeabor     | Nomination       |
| 2009             | Agony of the Christ                       | Jude Odoh            | Nomination       |
| 2009             | From a Whisper                            | Kay Tuckerman        | Nomination       |
| 2009             | Revolution                                | Eddybongo Uka        | Nomination       |
| 2010             | Fulani                                    |                      | Lauréat          |
| 2010             | I Sing of a Well                          |                      | Nomination       |
| 2010             | The Child                                 |                      | Nomination       |
| 2010             | The Figurine                              |                      | Nomination       |
| 2010             | Imani                                     |                      | Nomination       |
| 2011             | Viva Riva!                                |                      | Lauréat          |
| 2011             | Tango With Me                             |                      | Nomination       |
| 2011             | Hopeville                                 |                      | Nomination       |
| 2011             | 6 Hours To Christmas                      |                      | Nomination       |
| 2011             | Maami                                     |                      | Nomination       |
| 2012             | Phone Swap                                |                      | Lauréat          |
| 2012             | Somewhere in Africa                       |                      | Nomination       |
| 2012             | Otelo Burning                             |                      | Nomination       |
| 2012             | Adesuwa                                   |                      | Nomination       |
| 2012             | How to Steal 2 Million                    |                      | Nomination       |
| 2013             | Elelwani                                  |                      | Lauréat          |
| 2013             | Virgin Magarida                           |                      | Nomination       |
| 2013             | The Twin Sword                            |                      | Nomination       |
| 2013             | Contract                                  |                      | Nomination       |
| 2013             | Blood And Henna                           |                      | Nomination       |
| 2013             | Okoro The Prince                          |                      | Nomination       |
| 2014             | A Northern Affair                         |                      | Lauréat          |
| 2014             | Of Good Report                            |                      | Nomination       |
| 2014             | Ni Sisi                                   |                      | Nomination       |
| 2014             | Good Old Days: Love of AA                 |                      | Nomination       |
| 2014             | Apaye                                     |                      | Nomination       |
| 2015             | iNumber Number                            |                      | Lauréat          |
| 2015             | October 1                                 |                      | Nomination       |
| 2015             | Le President                              |                      | Nomination       |
| 2015             | Run                                       |                      | Nomination       |
| 2015             | Timbuktu                                  |                      | Nomination       |
| 2016             | The Cursed Ones                           |                      | Lauréat          |
| 2016             | Ayanda                                    |                      | Nomination       |
| 2016             | Missing God                               |                      | Nomination       |
| 2016             | A Soldier's Story                         |                      | Nomination       |
| 2016             | Out of Luck                               |                      | Nomination       |
| 2017             | 76                                        |                      | Lauréat          |
| 2017             | Call Me Thief                             |                      | Nomination       |
| 2017             | Félicité                                  |                      | Nomination       |
| 2017             | Queen of Katwe                            |                      | Nomination       |
| 2017             | The Last of Us                            |                      | Nomination       |
| 2018             | Five Fingers for Marseilles               |                      | Lauréat          |
| 2018             | Kada River                                |                      | Nomination       |
| 2018             | Tatu                                      |                      | Nomination       |
| 2018             | In My Country                             |                      | Nomination       |
| 2018             | Cross Roads                               |                      | Nomination       |
| 2019             | Redemption                                |                      | Lauréat          |
| 2019             | Rafiki                                    |                      | Nomination       |
| 2019             | Urgent                                    |                      | Nomination       |
| 2019             | Ellen: The Ellen Pakkies Story            |                      | Nomination       |
| 2019             | Sew the Winter to My Skin                 |                      | Nomination       |
| 2019             | The Delivery Boy                          |                      | Nomination       |
| 2019             | The Burial of Kojo                        |                      | Nomination       |
| 2019             | The Mercy of the Jungle                   |                      | Nomination       |
| 2020             | Knuckle City                              |                      | Lauréat          |
| 2020             | Ratnik                                    |                      | Nomination       |
| 2020             | Zulu Wedding                              |                      | Nomination       |
| 2020             | Perfect Picture: Ten Years Later          |                      | Nomination       |
| 2020             | This is Not A Burial, It’s a resurrection |                      | Nomination       |
| 2020             | Foreigner’s God                           |                      | Nomination       |
| 2020             | Gold Coast Lounge                         |                      | Nomination       |
| 2020             | The Ghost and the House of Truth          |                      | Nomination       |
| 2021             | Tecora                                    |                      | En attente       |
| 2021             | The Takers                                |                      | En attente       |
| 2021             | Nyara (The Kidnapping)                    |                      | En attente       |
| 2021             | The Gravedigger’s Wife                    |                      | En attente       |
| 2021             | Shadow Parties                            |                      | En attente       |